# UTC−1
UTC -1:00 é o fuso onde o horário local é contado a partir de menos uma hora do horário do Meridiano de Greenwich.
Longitude ao meio: 15º 00' 00" O

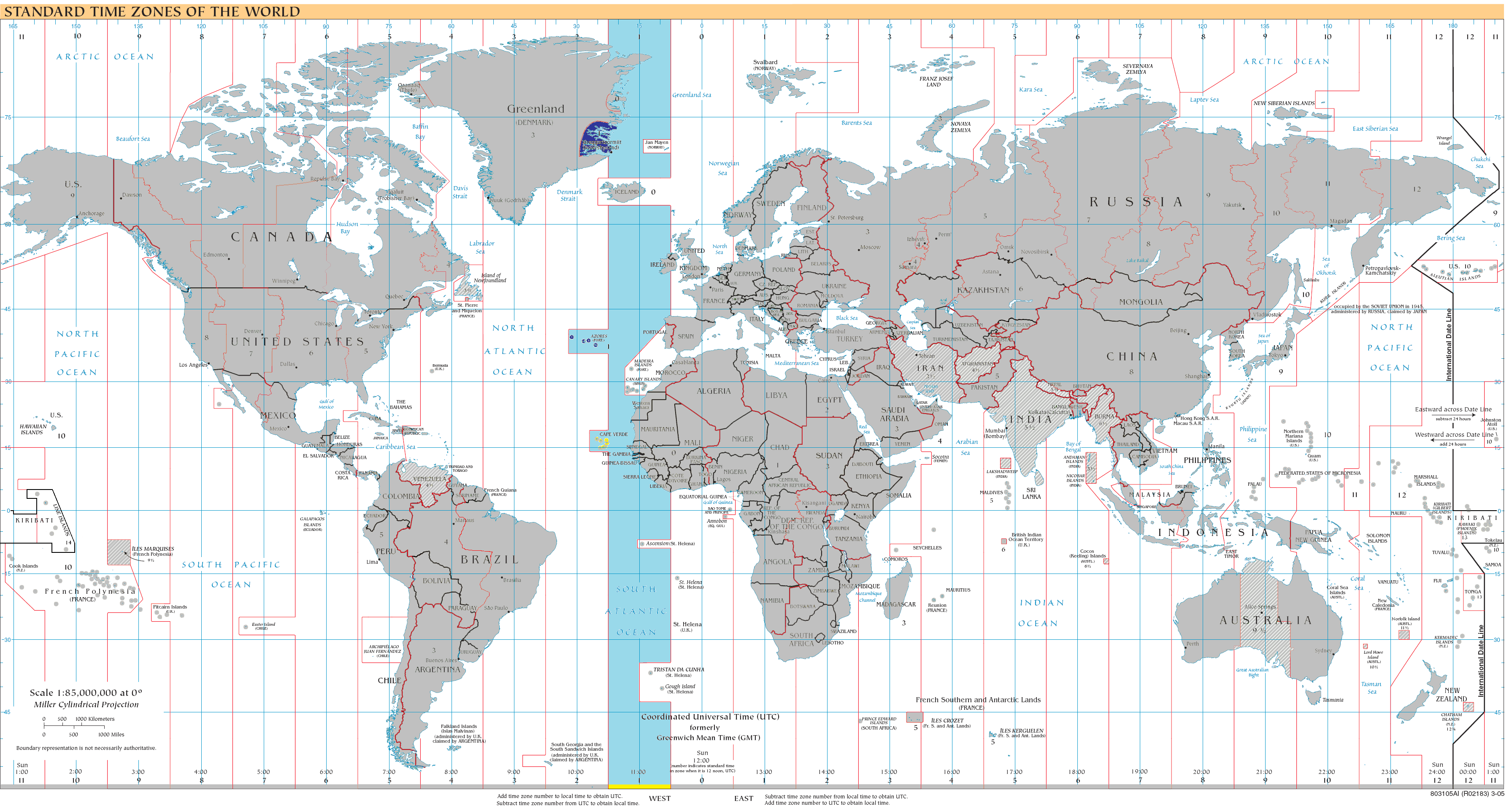
Mapa contendo as variações de tempo de acordo com a longitude, com a UTC-1:00 em destaque

Em Portugal é conhecido como Hora dos Açores.

## Hora padrão (o ano todo)
- Cabo Verde

## Hora padrão (durante o inverno no hemisfério norte)
- Portugal:
  - Arquipélago dos Açores.

## Horário de verão (no hemisfério norte)
- Dinamarca:
  -  Groenlândia (exceto a Base aérea de Thule e a Estação Danmarkshavn)